# Nysrotssläktet
Nysrotssläktet (Veratrum) är ett växtsläkte i familjen nysrotsväxter med 25–30 arter från tempererade delar av Europa, Asien och Nordamerika. I Sverige förekommer ingen art naturligt men några arter odlas som trädgårdsväxter. Vit nysrot (V. album) växer dock vild i norra Norge och Finland.